# Лонни
Лонни́ (фр. Lonny) — коммуна во Франции, находится в регионе Шампань — Арденны. Департамент — Арденны. Входит в состав кантона Ранве. Округ коммуны — Шарлевиль-Мезьер.
Код INSEE коммуны — 08260.
Коммуна расположена приблизительно в 195 км к северо-востоку от Парижа, в 100 км севернее Шалон-ан-Шампани, в 11 км к северо-западу от Шарлевиль-Мезьера.

## Население
Население коммуны на 2008 год составляло 491 человек.
| 1962 | 1968 | 1975 | 1982 | 1990 | 1999 | 2008 |
| ---- | ---- | ---- | ---- | ---- | ---- | ---- |
| 407  | 419  | 394  | 389  | 371  | 414  | 491  |

## Экономика
В 2007 году среди 280 человек в трудоспособном возрасте (15—64 лет) 208 были экономически активными, 72 — неактивными (показатель активности — 74,3 %, в 1999 году было 66,8 %). Из 208 активных работали 186 человек (103 мужчины и 83 женщины), безработных было 22 (12 мужчин и 10 женщин). Среди 72 неактивных 23 человека были учениками или студентами, 19 — пенсионерами, 30 были неактивными по другим причинам.

## Фотогалерея

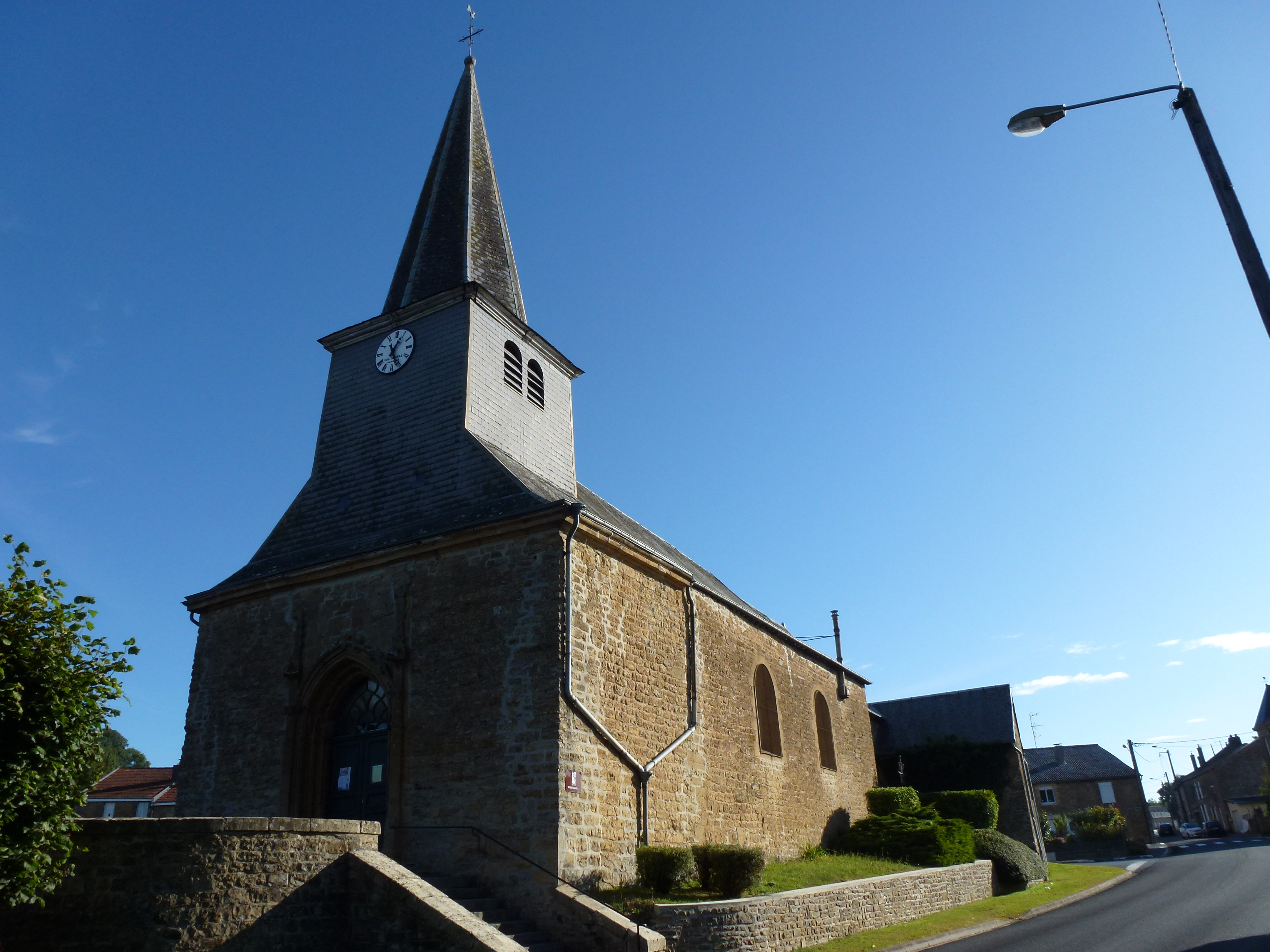
Церковь
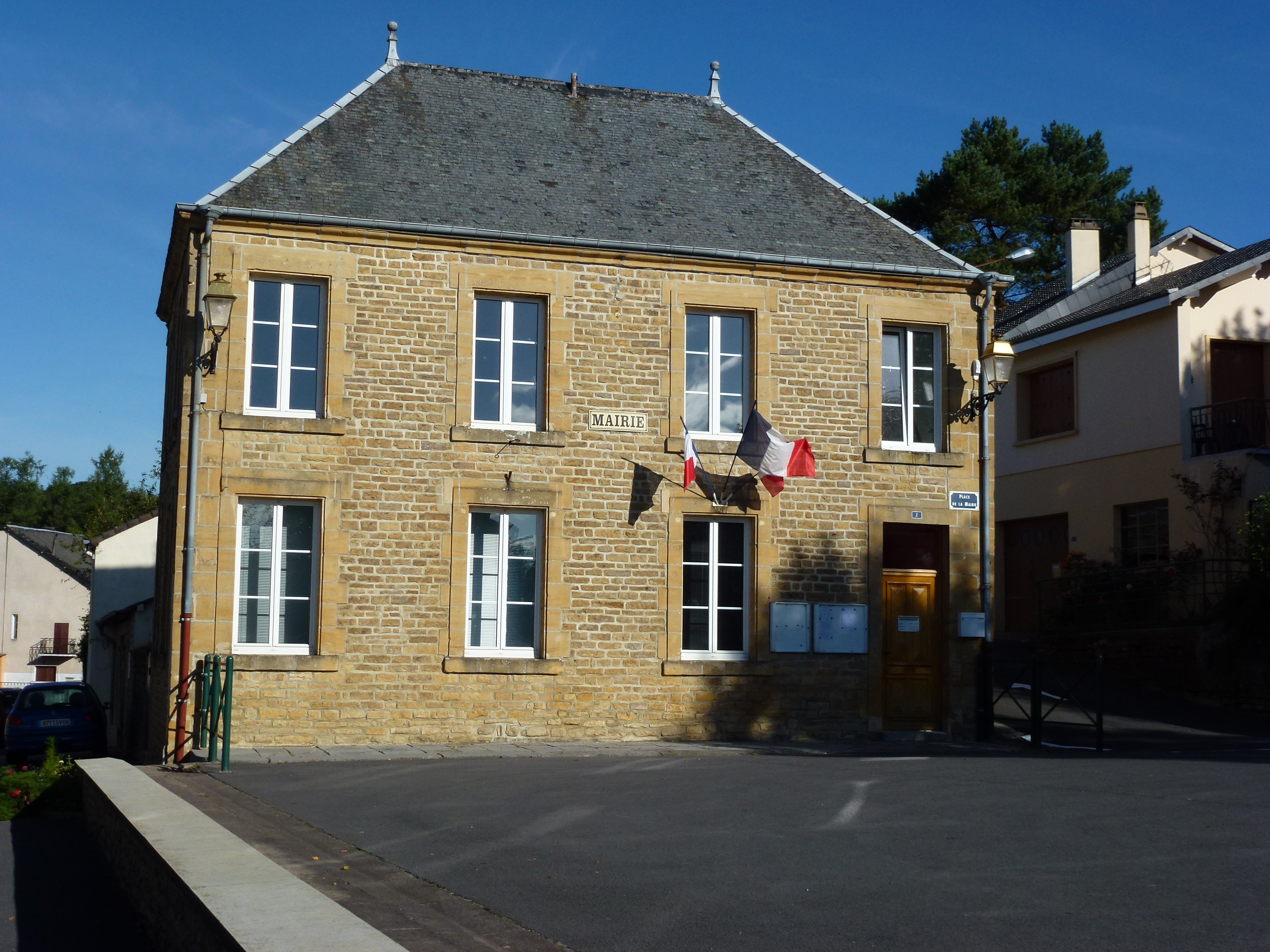
Мэрия
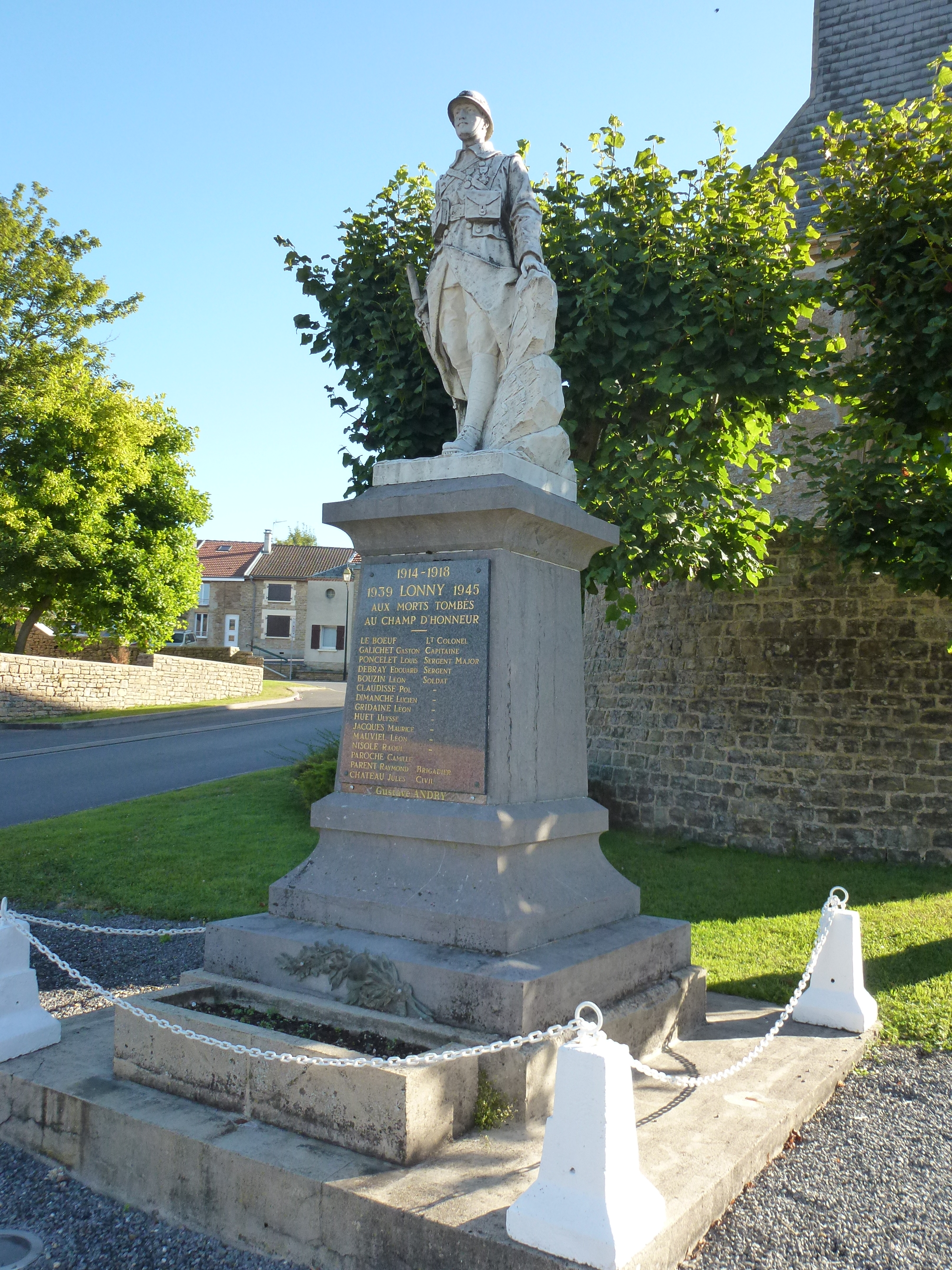
Памятник погибшим в Первой и Второй мировых войнах
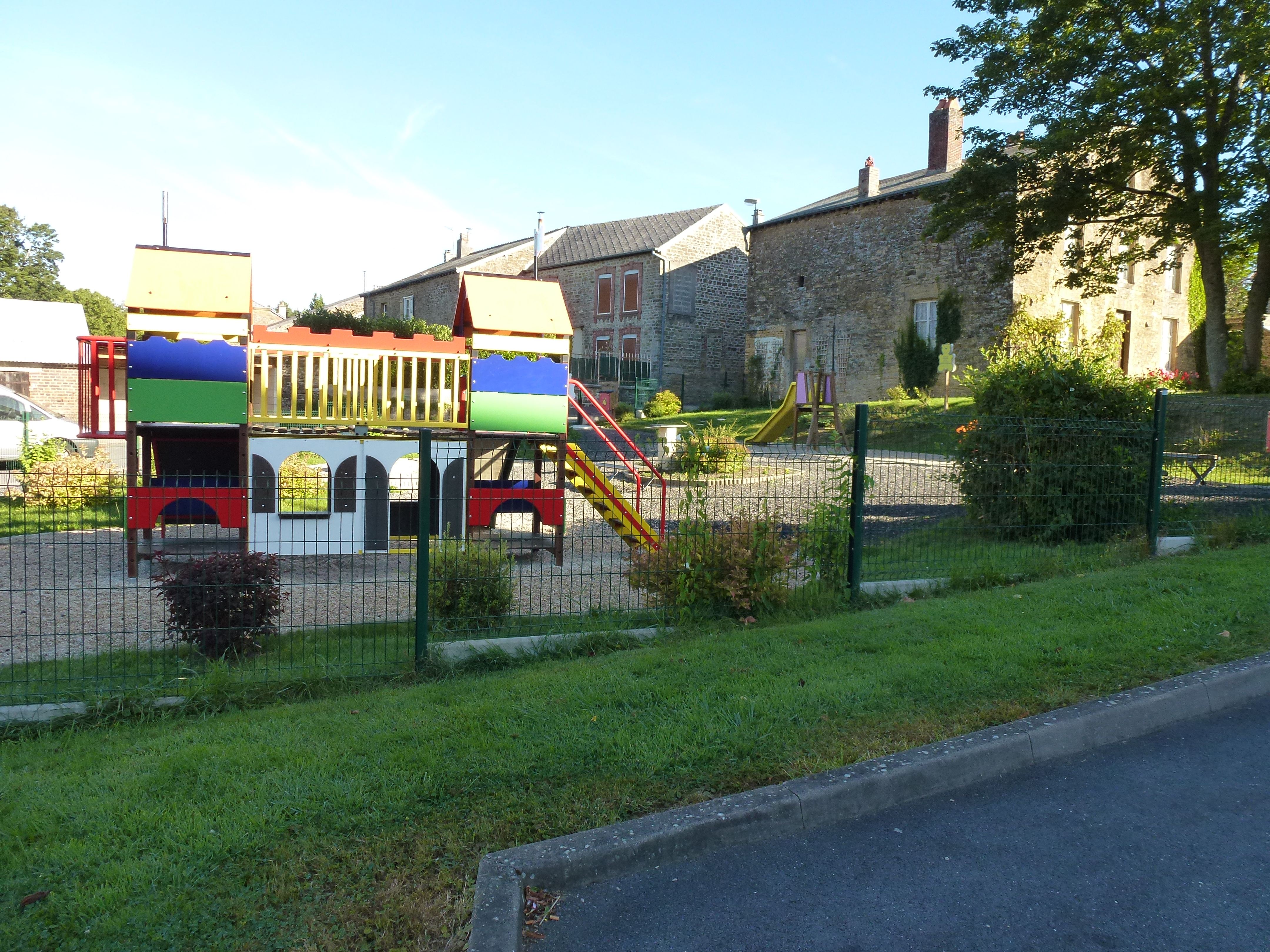
Детская площадка